# Tarsiger hyperythrus
Tarsiger hyperythrus е вид птица от семейство Muscicapidae.

## Разпространение
Видът е разпространен в Бангладеш, Бутан, Индия, Китай, Мианмар и Непал.